# Jardins de Can Mantega
Els Jardins de Can Mantega són un parc públic situat al barri de Sants de Barcelona. Són un dels darrers espais verds del barri i acullen la Font del Ninyu, catalogada com a bé d'interès documental (categoria D). Als carrers confrontants s'hi desenvolupa bona part de l'activitat social del barri, el Casal de Gent Gran i la nova seu a mig construir de l'Orfeó de Sants.

## Història i descripció
Per a la seva urbanització es van aprofitar els horts de la masia de Can Mantega, on havien arribat a feinejar fins a mitja dotzena d'homes, tot esdevenint una de les darreres parcel·les dedicades a la pagesia i a l'àmbit rural en aquesta àrea. Van ser inaugurats el 1962, quatre anys després que l'església de Sant Joan Maria Vianney i l'avinguda de Madrid, amb l'assitència dels alcaldes franquistes de Barcelona, Josep Maria de Porcioles, i de Madrid, i Carlos Arias Navarro.  Des d'aquell moment van esdevenir un dels centres neuràlgics del barri i van acollir festivitats locals com els Tres Tombs, la Festa de Rams, la cavalcada de Reis, la Festa de l'Arbre o l'elecció de la pubilla de Sants. També era el punt on es realitzaven les celebracions religioses de la parròquia que s'havia construït al costat. Al llarg dels anys 1980, van ser considerats un dels punts més conflictius de la ciutat i que més por infonien en la ciutadania, i el 2009, hi va tenir lloc un enfrontament entre bandes llatines que es va saldar amb l'assassinat d'un jove a mans dels Latin Kings.
Amb una superfície de 8.500 m², estan ubicats entre els carrers de Joan Güell, Violant d'Hongria, Torrent de Perals i Rosés. Inicialment, el parc presentava una zona enjardinada amb bancs, una font rectangular «safareig» i la Font del Ninyu, emmagatzemada en un dipòsit municipal després que quedés sense ubicació quan va desaparèixer la plaça de Víctor Balaguer per a la construcció de la Ronda del Mig. Posteriorment s'hi van afegir pistes de petanca i zona de jocs, i durant les dècades del 2000 i 2010 es van posar sobre la taula diverses intervencions, entre les quals hi havia un pàrquing subterrani (que no es va dur a terme). Finalment, el 2016 el parc va ser remodelat i se'n van millorar i ampliar els accessos i la zona arbrada, renovar la zona de lleure infantil i afegir una nova zona de pipicà i una font ornamental, amb un cost de prop de 800.000 euros.